# 米德勒沃
米德勒沃（法語：Midrevaux，法語發音：[midʁəvo] ⓘ）是法国大東部大區孚日省的一个市镇，属于讷沙托区。

## 地理
米德勒沃（48°23'3"N, 5°36'43"E）面积14.29 平方千米，位于法国大東部大區孚日省，该省份为法国东北部内陆省份，北起默兹省和默尔特-摩泽尔省，西接上马恩省，南至上索恩省和贝尔福地区省，东临上莱茵省和下莱茵省。
与米德勒沃接壤的市镇（或旧市镇、城区）包括：阿夫朗维尔、谢尔米塞、格朗、蒙莱讷沙托、帕尔尼苏米罗、锡奥讷。

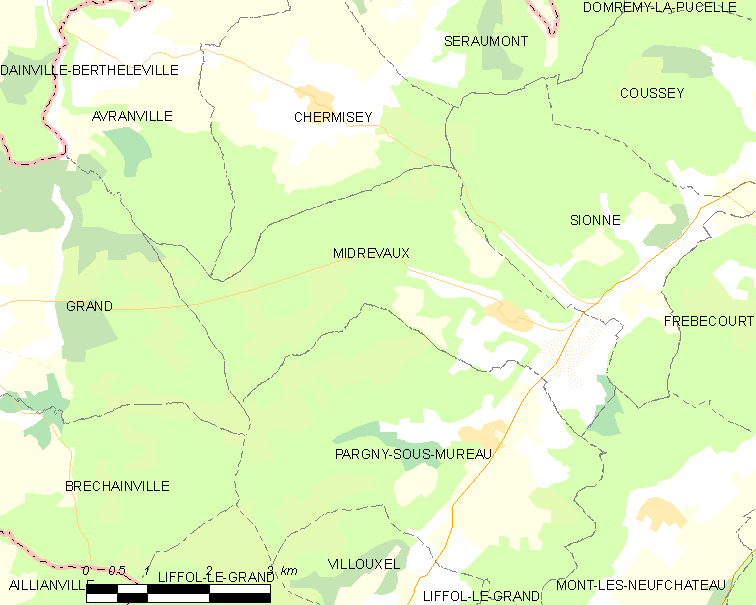
米德勒沃的OSM定位图

米德勒沃的时区为UTC+01:00、UTC+02:00（夏令时）。

## 行政
米德勒沃的邮政编码为88630，INSEE市镇编码为88303。

## 政治
米德勒沃所属的省级选区为讷沙托县。

## 人口

1962-2008年间米德勒沃人口变化图示

米德勒沃于2022年1月1日时的人口数量为177人。